# Auguste-Léopold Laroche
Auguste-Léopold Laroche, né le 26 juillet 1845 à La Ferté-Saint-Aubin et mort le 18 décembre 1895 à Nantes, est un prélat français qui fut évêque de Nantes de 1893 à 1895.

## Éléments biographiques
Fils d'Auguste Jules Hilaire Laroche, propriétaire et marchand de bois de 28 ans, et de Marie Louise Eudoxie Maugas, son épouse, âgée de 22 ans, Auguste-Léopold Laroche est ordonné prêtre pour le diocèse d'Orléans le 19 décembre 1868, après des études au petit séminaire de La Chapelle-Saint-Mesmin, puis au grand séminaire d'Orléans. Vicaire à l'église Saint-Paterne de cette dernière ville, professeur puis directeur en 1878 du petit séminaire de La Chapelle-Saint-Mesmin, l'abbé Laroche devient curé de son village natal le 1er octobre 1883. Fin 1887, il est nommé curé de son ancienne paroisse orléanaise avant que d'être rapidement promu vicaire général d'Orléans et archidiacre de Pithiviers le 26 février 1888. Nommé évêque de Nantes le 3 janvier 1893, confirmé 16 jours plus tard, il est sacré le 4 avril en la cathédrale Sainte-Croix d'Orléans par Pierre-Hector Coullié, ordinaire des lieux. Intronisé le 14 avril en la cathédrale Saint-Pierre et Saint-Paul de Nantes, il décède prématurément le 18 décembre 1895 à l'évêché, âgé à peine de 50 ans, au terme d'un épiscopat trop bref pour marquer durablement le diocèse de Nantes.

## Armes
D'azur à la croix latine rayonnante d'or, soutenue d'une roche du même, battue par une mer d'argent, mouvant de la pointe et accostés de 2 étoiles d'argent, à la bordure d'hermine.